# Fernander Kassaï
Fernander Kassaï (Bimbo, 1º luglio 1987) è un ex calciatore centrafricano con cittadinanza francese, di ruolo difensore.

## Carriera

### Club
Tra il 2005 ed il 2008 ha segnato 2 reti in 28 partite nella quarta divisione francese con la maglia della squadra riserve del Le Mans; nella stagione 2008-2009 ha giocato nella medesima categoria (vincendo anche il campionato) con il Rouen, con cui ha disputato 5 partite di campionato. Ha poi giocato sempre in questa categoria con Romorantin e nuovamente squadra riserve del Le Mans, club con cui tra il 2011 ed il 2014 ha anche giocato in totale 24 partite nella seconda divisione francese con la prima squadra. Dopo un'altra breve esperienza in quarta divisione al Grenoble si è trasferito allo Slavia Sofia, con cui ha giocato 20 partite nella prima divisione bulgara. Negli anni seguenti ha inoltre giocato anche nella prima divisione kazaka ed in quella rumena.

### Nazionale
Tra il 2010 ed il 2018 ha giocato 17 partite con la nazionale centrafricana.